# Mechanix
«Mechanix» es una canción escrita por el guitarrista, compositor, y vocalista de la banda de thrash metal Megadeth, Dave Mustaine. Tras abandonar Metallica, Mustaine fundó Megadeth, y "Mechanix" apareció en su primer álbum, Killing Is My Business... And Business Is Good!, como último corte del mismo. Ambos grupos hicieron sus propias versiones de la canción, con suficientes diferencias en la letra, para considerarse dos temas diferentes, ya que Dave lo que principalmente quería era hacer una versión mejorada, por lo que los riffs de la canción, en la versión de Megadeth, fueran muy rápidos todos esto como el inicio de la declaración de guerra y venganza contra Metallica. Dave Mustaine, en los conciertos de Megadeth, casualmente dice: "Hay dos maneras de escuchar la siguiente canción, esta es nuestra manera, y está su manera, para aquellos que piensan que esta es su manera, esta canción se llama The Mechanix".

## Letra
En la canción se hace una metáfora de lo que le piden a un mecánico, refiriéndose en realidad a una chica.

## The Four Horsemen
"¨The Four Horsemen" es el nombre que adoptó la canción de Metallica, siendo el segundo Track del álbum Kill 'em all. La música varía en algunas estructuras, manteniendo los riff principales construidos durante la presencia de Mustaine, pero la letra es completamente distinta: habla acerca de los cuatro jinetes del apocalipsis y de como llegan a acabar con el mundo. Además, se añade un break en mitad de la canción y una sección melódica de la mano de Kirk Hammett, que no existía originalmente en la versión de Mustaine.
Usualmente a los integrantes de Metallica se les apoda como "The Four Horsemen" como consecuencia de esta canción
- Datos: Q113728175